# Янко Ганев
Янко Василев Ганев е български театрален актьор.

## Биография
Роден е на 7 април 1923 г. в Асеновград, в семейството на известния в града фабрикант, музикант и учител по музика във френския колеж „Свети Августин“ в Пловдив Васил Димитров Ганев и съпругата му Мария Стефанова Ганева – също учител. Израснал в родния си град и по-късно учил във френския колеж „Свети Августин“ в Пловдив. Следва френска филология в СУ „Св. Климент Охридски“. Негов дядо е крупният асеновградски фабрикант Димитър Ганев (Ганеолу), който е притежавал една от най-големите спиртни фабрики в страната в края на ХІХ и началото на ХХ век и е бил един от най-заможните в Станимака.
Театралните изяви на Янко Ганев са свързани предимно с асеновградския театър, който играе по това време важна роля в културния живот на Южна България. Няколкото сезона за Янко Ганев в състава на този театър са белязани с неговото утвърждаване и професионално доказване като актьор. Характерно за него е било влечението му към словесното действие, тъй като е имал хубав тембър и е притежавал умението да си служи с целия диапазон на гласовите си възможности. Приятната му външност и богатата му музикална култура са опорните пунктове за пресъздаване на характери, които актьорът трябвало да превъплъщава. Янко Ганев е един от младите актьори на асеновградския театър, който печелел публиката с непосредствената си топлота и искреност, бликащи от изпълненията му. Неговото излъчващо обаяние го е наложило като любим артист на асеновградската публика. Сред творческите постижения на актьора са образите на Симон Иванович в комедията „Сватба без зестра“ от Николай Дяконов, постановка на Парис Николов и Стефан Построумица от „Село Борово“ на Крум Велков, постановка на Никола Гунов. Образът на Тетерев от „Еснафи“ на Максим Горки, постановка на режисьора Тачо Танев, е едно от най-големите постижения на Янко Ганев в театралния му живот.
След кратко боледуване умира твърде млад – на 29 години, на 28 юни 1952 г. в Пловдив.
Негови братя са големите български музиканти Димитър Ганеви Георги Ганев – известен български музикант, общественик, един от създателите и солист водачи на Биг бенда на БНР и дългогодишен директор на МФ „Златният Орфей“. Янко Ганев е чичо на известния български композитор, пианист и музикален педагог проф. д. изк. н. Мария Ганева – понастоящем ръководител на катедра „Поп и джаз изкуство“ при НМА „Проф. Панчо Владигеров“ в София.